# كريم سلمان محسن
كريم سلمان محسن من مواليد 1957 هو مصارع عراقي. تنافس في سباق المصارعة الحرة رجال بوزن 57 كلغ في أولمبياد صيف 1980.

## روابط خارجية
- كريم سلمان محسن على موقع أوليمبيديا (الإنجليزية)